# Рамазаново
Рамаза́ново (рос. Рамазаново) — присілок у складі Кувандицького міського округу Оренбурзької області, Росія.

## Населення
Населення — 132 особи (2010; 183 у 2002).
Національний склад (станом на 2002 рік):
- башкири — 46 %
- росіяни — 43 %